# ناثانيل رايموند
ناثانيل رايموند (بالإنجليزية: Nathaniel Raymond)‏ هو ناشط حقوق الإنسان أمريكي، ولد في 11 نوفمبر 1977 في ماساتشوستس في الولايات المتحدة.